# Gaspero Amidei

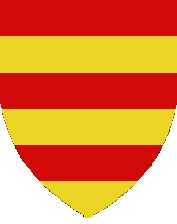
Stemma della famiglia degli Amidei

Gaspero Amidei, appartenente alla famiglia degli Amidei (fl. XIX secolo), è stato uno scrittore e cronista italiano che visse nel XIX secolo a Volterra.

## Biografia
A Volterra che scrisse la sua opera più celebre Delle istorie volterrane. Questa opera fu scritta tra il 1864 e il 1865.
Nel 1847 scrisse l'opera Sulle fortificazioni volterrane.
A Volterra fu dedicata a lui e alla sua famiglia una piazza chiamata Piazza Amidei o Piazza Gaspero Amidei.